# Авилов, Борис Васильевич
Бори́с Васи́льевич Ави́лов (1874—1938, партийные клички: «Павел Павлович», «Борис», «Тигров») — русский революционер, член РСДРП.

## Биография
Родился в Новгороде в семье акцизного чиновника, надворного советника. В 1893 году окончил гимназию в Калуге, затем поступил на медицинский факультет Московского университета.
Будучи студентом стал участником революционного движения, участвовал в подготовке студенческих выступлений. За это в 1894 году был арестован, отчислен из университета и выслан из Москвы на 3 года. В 1895 году поступил в Харьковский университет, сперва на медицинский, а затем на юридический факультет. В 1897 году вступил в социал-демократическую группу в Харькове. В 1898 году вернулся в Москву и в Московский университет. Пытался заниматься пропагандой среди рабочих, но был арестован, исключён из университета и выслан из Москвы. Переехал в Санкт-Петербург. 22 декабря 1899 года его снова арестовали и в 1900 году выслали в Калугу, а затем в Астрахань (в обоих городах вёл революционную работу).
В 1904 году его ссылка закончилась, и Б. Авилов переехал в Харьков, работал статистиком Харьковского земства. Там он стал одним из руководителей образовавшейся в 1905 году большевистской группы «Вперёд». В качестве представителя этой группы участвовал в III Съезде РСДРП в качестве делегата с совещательным голосом, где занял примиренческую позицию по отношению к меньшевикам.
Принимал активное участие в революционных событиях октября 1905 года, был членом «Комитета Борьбы» и одним из организаторов вооружённого восстания в Харькове. В марте 1906 года был арестован и сослан по постановлению Министра Внутренних Дел от 12.12.1905 г. в Вологодскую губернию на пять лет. Но высылка в Вологодскую губернию была заменена на выезд за границу в течение двух лет, однако он перешёл на нелегальное положение и с середины 1906 г. поселился (по паспорту приват-доцента Василия Ефимовича Данилевича) в Петербурге, где принимал участие в литературных предприятиях большевиков («Вестник жизни», «Новый Луч» и др.) и в то же время работал в социал-демократической военной организации.
16 марта 1909 года был арестован и обвинён по делу о военной организации, но был оправдан Санкт-Петербургским Военно-окружным судом. Продолжил отбывать ссылку за харьковское дело в Вологодской губернии в г. Тотьма с 27 апреля 1909 года по 7 апреля 1910 года.
В 1910 году после окончания ссылки вернулся в Харьков, сдал экстерном экзамены на юридическом факультете Харьковского университета. В 1911 году стал помощником присяжного поверенного. В 1912 году вступил в подпольную большевистскую организацию. Был сотрудником большевистских изданий «Звезда» и «Правда». Принимал активное участие в выборной кампании в Государственную думу. В 1913—1914 годах руководил социал-демократической фракцией студентов большевиков. В 1915 году переехал в Петроград. Всего пережил 8 арестов и 3 ссылки.
После февральского переворота 1917 года был членом первого легального Петроградского Комитета РСДРП. В апреле 1917 года вышел из РСДРП(б), перешёл на платформу газеты «Новая жизнь», а в августе того же года вошёл в организацию интернационалистов.
В августе 1917 года Авилов участвовал в объединительном съезде меньшевиков. Делегат I и II Всероссийских съездов Советов рабочих и солдатских депутатов. Член ВЦИК 1-3 созывов, член Предпарламента. В конце 1917 был выбран в Учредительное собрание от Бессарабского избирательного округа по списку № 8 (интернационалисты). В отличие от других марксистов признавал «верховный суверенитет» Учредительного собрания. После его разгона, в первой половине 1918 года вышел из ЦК интернационалистов и отошёл от активного участия в политической жизни.
С 1918 по 1928 год работал в Центральном статистическом управлении, а затем в Госплане РСФСР. В 1929 году стал сотрудником Института транспортной экономики НКПС. Выслан в Минусинск. 2 июля 1937 года был там арестован, обвинён в членстве контрреволюционной меньшевистской организации. 20 июля 1938 года был расстрелян. Реабилитирован в 1958 году.

## Места проживания
В 1917 году — Петроград, Б. Пушкарская 7, кв. 11.